# Jason McAteer
Jason Wynne McAteer (Birkenhead, 18 de junho de 1971) é um ex-futebolista irlandês nascido na Inglaterra.

## Carreira
Iniciou profissionalmente no Bolton Wanderers.

### Seleção
Jogador de meio de campo, jogou pela Irlanda as Copas do Mundo de 1994 e 2002. Para esta, marcou gol decisivo em vitória em Dublin contra os Países Baixos, adversários diretos na classificação para a Copa do Mundo da Ásia - e que, apesar do favoritismo, acabariam mesmo eliminados posteriormente.

## Mídia
Curiosamente, no mesmo dia daquela partida das eliminatórias, McAteer teve seu nome citado por Bono do U2, banda de rock conterrânea, durante a canção "New Year's Day" no show, posteriormente lançado em dvd, de Slane Castle, na Irlanda; ocorre quando o vocalista se enrole com uma bandeira irlandesa atirada pela plateia, quando então fala "fechem os olhos e imaginem que é Jason McAteer". Também é em referência ao lance que Bono altera a letra de "Beautiful Day" em dado momento, comemorando "Beautiful goal".
Por conta do protagonismo na classificação, o jogador teria sido convidado pela banda para assistir em pleno palco à apresentação, mas preferiu atender ao compromisso já marcado de rever em um bar o amigo John Aldridge. Apesar da menção, McAteer só veio a saber delas um ano depois, ao lhe contarem em um mictório em Las Vegas. Ele guardaria arrependimentos também por lembrar-se do tempo com Aldridge como uma "shit night".
A interação com a banda viria a ser reaproveitada como parceria direta vinte anos depois: no clipe de "We Are the People", canção criada em parceria justamente com um neerlandês (Martin Garrix) para a Eurocopa 2020, o jogador vestiu novamente o uniforme de 2001 para recriar o lance de seu famoso gol, exibido também em imagens de arquivo que incluem também o momento em que haviam lhe mencionado no show.
Uma outra curiosidade a seu respeito é que ele, juntamente com o meio-campista neerlandês Ronald de Boer, foi capa do jogo-eletrôncio FIFA Soccer 96.